# William Anderson (Eishockeyspieler)
William Harding Anderson (* 1. April 1901 in Nantwich; † 23. Februar 1983 in Birkenhead) war ein britischer Eishockeyspieler. 

## Karriere
William Anderson nahm für die britische Nationalmannschaft an den Olympischen Winterspielen 1924 in Chamonix teil. Mit seinem Team gewann er die Bronzemedaille. Er selbst kam im Turnierverlauf in einem Spiel zum Einsatz. Auf Vereinsebene spielte er für die Cambridge University.

## Erfolge und Auszeichnungen
- 1924 Bronzemedaille bei den Olympischen Winterspielen